# Iota Draconis
Iota Draconis (ι Dra) è una stella di magnitudine apparente +3,31 che dista 103 anni luce dalla Terra, situata nella costellazione del Dragone. È anche conosciuta con il suo nome tradizionale Edasich, sommaria trascrizione dell'arabo ذيخ, Dhīkh, ossia "Iena (maschio)".
Iota Draconis è una gigante arancione di tipo spettrale K2 III; ha una massa pari a 1,54 masse solari e un raggio di 12 volte quello del Sole.

## Sistema planetario
Nel 2002 è stato scoperto un pianeta extrasolare attorno alla stella, Iota Draconis b.
Il pianeta ha una massa minima almeno 8 volte quella di Giove e orbita attorno alla propria stella a una distanza media di 1,25 UA, anche se l'orbita del pianeta è piuttosto eccentrica, e varia da una distanza minima di 0,39 UA fino ad un massimo di 2,1 UA,. Impiega poco meno di un anno e mezzo per compiere una rivoluzione completa.
Data la luminosità attuale della stella madre, oltre 55 volte quella solare, la zona abitabile sarebbe situata da 6,8 a 13,5 UA di distanza, quindi il pianeta sarebbe ampiamente fuori dal limite interno, troppo vicino alla propria stella e l'eccentricità orbitale non può che peggiorare le condizioni favorevoli allo sviluppo della vita.
Nel 2021 è stato scoperto un ulteriore oggetto substellare in orbita attorno alla stella; orbita a 19,4 UA in un periodo di 68 anni, la massa è stata stimata in 17 volte quella di Giove e nonostante il margine d'errore sia alto si tratta probabilmente di una nana bruna. Nello stesso studio è stata rivista la massa di ι Draconis b, che potrebbe essere anch'essa una nana bruna.

### Prospetto
Segue un prospetto dei componenti del sistema planetario di Iota Draconis, in ordine di distanza dalla stella.
| Pianeta     | Tipo       | Massa          | Periodo orb.   | Sem. maggiore   | Eccentricità      | Incl. orbita | Scoperta |
| ----------- | ---------- | -------------- | -------------- | --------------- | ----------------- | ------------ | -------- |
| b (Hypatia) | Nana bruna | 16,4+9,3 −4 MJ | 1,3986 anni    | 1,453 UA        | 0,701             | 46°+27° −19° | 2002     |
| c           | Nana bruna | 17+13 −5,4 MJ  | 68+60 −36 anni | 19,4+10 −7,7 au | 0,455+0,12 −0,008 | 86°±19°      | 2021     |